# Rexecode
 (septembre 2022).
Le Centre de recherches pour l'expansion de l'économie et le développement des entreprises (Rexecode) est un institut d'études économiques privé français, membre de l'AIECE (Association d'instituts européens de conjoncture économique) se décrivant comme « au service de l'information économique et du développement des entreprises »,.
Le président de Rexecode est Pierre Gadonneix. Le directeur général est Denis Ferrand.

## Présentation

### Histoire
Rexecode est né de la fusion en 1992 de Rexeco (Centre de recherches pour l'expansion de l'économie), un centre d'analyse économique et de diagnostic conjoncturel pour les entreprises (créé en 1957 par Paul Huvelin, président de Kléber-Colombes et dirigé par Jacques Plassard jusqu'en 1990) et d'Ipecode (Institut de prévisions économiques et financières pour le développement des entreprises), créé à l'initiative du Premier ministre Raymond Barre, pour éclairer les débats sur les sujets économiques et dirigé par Gérard Maarek.
La création d'Ipecode, de l’OFCE et de l’IRES, fait suite au rapport Lenoir-Prot sur l'information économique et sociale (1979) qui recommandait notamment la création de centres de prévision macroéconomique indépendants face à « l'oligopole administratif constitué de l'INSEE et de la direction de la Prévision ». Parmi les pistes de mise en place de ces instituts, les auteurs indiquent (p. 143) : « Dans la mouvance des entreprises, le Centre de recherche pour l'expansion de l'économie (REXECO) et peut-être le Centre d'observation économique (COE), pourraient atteindre assez rapidement la taille requise, à condition d'être renforcés par des économètres. ». Sur ce sujet, voir aussi Les grandes étapes de la prévision économique par A. Alcouffe et G. Ducos.
Rexecode s'est ensuite (en octobre 2006) rapproché des équipes du COE (Centre d'observation économique) de la CCIP (Chambre de commerce et d'industrie de Paris pour former l'entité Coe-Rexecode.
La CCIP conserve de son côté son Centre régional d'observation du commerce, de l'industrie et des services, dit CROCIS, créé en 1994 et joue le rôle d'observatoire économique régional de la Chambre de commerce et d'industrie de Paris Île-de-France).
En août 2018, Coe-Rexecode « simplifie sa dénomination » et (re)devient Rexecode.
En 2020, Rexecode s'est adjoint un Pôle Énergie-Climat consacré aux enjeux économiques de la transition énergétique afin d'inscrire dans sa prospective macroéconomique à moyen terme un volet sur les enjeux économiques liés aux émissions de gaz à effet de serre et à leur contrôle et compensation.

### Statut juridique
Association loi de 1901.

### Activités
Rexecode se présente comme « un institut d'études économiques privé et indépendant » et dit avoir « deux activités complémentaires », la veille conjoncturelle et les prévisions macroéconomiques d'une part, la participation au débat public sur les questions de politique économique, d'autre part et trois pôles d'activités (Conjoncture, Études, Énergie-Climat).
Le Pôle Conjoncture fournit une veille conjoncturelle, des prévisions macroéconomiques à court et à moyen-long terme (Monde, France), des analyses sectorielles, des tableaux de bord statistiques, des exposés et interventions dans l'entreprise. Ces travaux sont strictement réservés aux entreprises adhérentes qui financent l’institut.
Les travaux du pôle Étude et du pôle Énergie-Climat visent à « éclairer le débat public », en particulier sur les questions touchant le système productif et les entreprises (croissance, compétitivité, transition énergétique et écologique, fiscalité et finances publiques, etc.). Ces travaux sont en accès libre.

### Membres
Rexecode compte une cinquantaine d'adhérents et/ou de clients assurant son financement (entreprises, institutions financières, organisations professionnelles ou parapubliques).

## Rôle dans le débat économique
Rexecode est généralement présenté dans la presse comme « proche du patronat »  ou des organisations patronales françaises,,,.

### Panels de prévisionnistes
Il intervient dans les débats publics sur les perspectives économiques et budgétaires, sur la base des travaux de son pôle Conjoncture, et sur la politique économique, sur la base des travaux conduits par son pôle Études et son pôle Énergie-Climat.
L'institut est consulté pour ses prévisions économiques concernant la France par le Haut Conseil des finances publiques, et la Banque Centrale Européenne dans le cadre du ECB Survey of Professional Forecasters,.
Il participe au panel de prévisionnistes du Consensus Economics pour la France et de Focus Economics pour la France et la zone euro,. En 2021, Rexecode apparait dans les Top forecasters de Focus Economics pour ses prévisions relatives à la zone euro (solde public) et à la France (inflation).
En tant que membre de l'AIECE (Association d'instituts européens de conjoncture économique), Rexecode présente deux fois par an ses perspectives économiques à court terme aux autres membres de l'association et participe à ses travaux.
Rexecode participe chaque année à la réunion de l’Observatoire français des comptes nationaux (OFCN) animé par l'OFCE depuis la suppression de la commission économique de la nation afin de comparer et analyser leurs perspectives pour l'économie française.

### Instances consultatives et commissions parlementaires
Son expertise est sollicitée sur des questions d'ordre macroéconomique dans le cadre des travaux de diverses instances consultatives, telles que le Conseil d'analyse économique, le Conseil économique, social et environnemental ou le Conseil d'orientation pour l'emploi,ainsi que les commissions parlementaires.
Denis Ferrand, directeur général de Rexecode est membre du Conseil d'orientation pour l'emploi (COE) et du Conseil national de l'industrie en tant que personnalité qualifiée,. Michel Didier (alors directeur puis président de Rexecode) a notamment été membre du Conseil d'analyse économique de 1997 à 2012.

## Thèmes de travail
Chaque année à l'automne, Rexecode rend publiques ses perspectives économiques à court terme, évalue la trajectoire des finances publiques françaises et formule des recommandations. Dernier paru : Perspectives économiques et budgétaires 2022 : le piège des conflits d'objectifs (octobre 2021).

### Compétitivité du système productif français
En 2011, Michel Didier a remis à Éric Besson, ministre chargé de l'Industrie, de l'Énergie et de l'Économie numérique, un rapport alertant sur la divergence de compétitivité entre la France et l'Allemagne,. Rexecode publie chaque année d'un bilan de la compétitivité française et d'une enquête auprès des importateurs européens permettant d'établir un classement des principaux exportateurs mondiaux selon un ensemble de critères prix et hors prix de leurs produits (biens intermédiaires/biens de consommation en alternance). Dernier paru : Nouvelle dégradation de la compétitivité française en 2021 : Le rapport annuel de Rexecode sur la compétitivité (février 2022),,,.
Dans le cadre du suivi de la compétitivité, Rexecode s’intéresse aussi à l'évolution du coût de la main d’œuvre en France par rapport aux autres pays, européens en particulier. Il publie régulièrement les indicateurs du coût de l'heure de travail dans les pays de l'Union européenne, en actualisant les résultats de la dernière enquête harmonisée par Eurostat sur les coûts de la main d'œuvre (ECMO, publiée tous les 4 ans) avec les derniers indices trimestriels du coût de la main d’œuvre publiés par Eurostat.
Toujours en lien avec la question de la compétitivité française, Rexecode a publié un ensemble d'ouvrages et de documents de travail sur les questions de fiscalité, et particulièrement sur les impôts pesant sur le capital et sur les entreprises en France, en comparaison avec les autres grands pays industrialisés. Notamment : Réforme fiscale et retour de la croissance (2014), L'impôt sur le capital au XXIe siècle : une coûteuse singularité française (2016), Les écarts de prélèvements obligatoires entre la France et la zone euro (2017), Poids et structure des prélèvements obligatoires sur les entreprises industrielles (2018).

### Transition énergétique, climat et macroéconomie
Sur les questions relatives au climat et à la transition énergétique Rexecode a publié divers documents de travail dès 2008, et notamment Opportunités et coûts potentiels d’une fiscalité environnementale (septembre 2012), Une grille d’analyse des évaluations des impacts de la transition énergétique (Mai 2014). L'institut a organisé en octobre 2009 avec la Fondation pour l'innovation politique (Fondapol) un colloque intitulé Réussir la croissance verte dans le cadre de ses Cinquièmes Rencontres de la croissance,. En 2020, Rexecode s'est doté d'un pôle Énergie-Climat avec pour mission « d’évaluer l’impact des politiques publiques engagées en France en matière de transition énergétique et de maîtrise du changement climatique et de les replacer dans le contexte macroéconomique d’ensemble. ». Le pôle Énergie-Climat a notamment publié Moins de croissance trop de carbone (2020), Les émissions françaises de gaz à effet de serre d’ici 2030 : impact de la récession et du plan de relance (2021), Enjeux économiques de la décarbonation en France : une évaluation des investissements nécessaires (2022),,
 [vidéo][Diffusion radio] « Objectif de neutralité carbone en 2050 : un pari coûteux »Sophie Fay sur France Inter, 17 mai 2022, 2:00 min, France Inter (consulté le 10 août 2022)

## Financements
En 2022, Rexecode se dit « financé par ses adhérents ». D'après le Rapport du commissaire au comptes sur les comptes annuels de Rexecode pour l'exercice clos le 31 décembre 2018, les cotisations et les prestations de services représentaient la totalité (99,7%) des produits d'exploitation en 2018. Selon un rapport du Sénat de juin 2004, Placer l'évaluation des politiques publiques au cœur de la réforme de l'État, « Contrairement à l'IRES ou à l'OFCE, REXECODE ne bénéficie d'aucune subvention publique directe. Cependant, quelques membres « associés », parmi lesquelles des organisations patronales et des grandes entreprises versent des cotisations de « soutien », qui permettent à l'institut de nourrir le débat public ».

## Gouvernance

### Comité de direction
- Directeur général : Denis Ferrand[51]
- Conseiller spécial : Michel Didier[52]
- Directeur des études : Olivier Redoules[53]
- Directeur de la conjoncture : Charles-Henri Colombier[54]
- Responsable du pôle climat : Raphaël Trotignon

### Conseil d'administration
- Président : Pierre Gadonneix, ancien président d'EDF, président d'honneur d'EDF et président du conseil d'administration de Latécoère
- Présidents d'honneur : Jacques-Henri David
- Vice-président : Michel Cicurel, président de MC Conseil
- Trésorier : Antoine Gendry, président-directeur général de SNPE
- Administrateurs :
  - Christophe Beaux, directeur général du MEDEF
  - Olivier Bogillot, président de Sanofi France
  - Pierre-André de Chalendar, président-directeur général de Saint-Gobain
  - Olivier Costa de Beauregard, directeur général de GIMD
  - Christian Dargnat, consultant en économie, finances et géopolitique
  - Jean Desazars de Montgailhard, directeur général adjoint de la stratégie et du développement du groupe Lafarge
  - Christine Fabresse, directrice générale de banque rétail et assurances, BPCE
  - Xavier Fontanet, ancien président d'Essilor
  - Christel Heydemann, directrice générale Europe, Schneider Electric
  - François Jackow, président directeur général d’Air liquide
  - Olivier Klein, directeur général de la BRED / Banque Populaire
  - Philippe Lamoureux, directeur général du LEEM (Les Entreprises du médicament)
  - Patrick Martin, président délégué, trésorier du MEDEF
  - Hubert Mongon, délégué général de l'UIMM
  - Henri Morel, président de la Fédération des industries mécaniques
  - Christian Nibourel, président du conseil d'administration de l'AGS
  - Michel de Rosen, président du conseil d'administration de Faurecia
  - Oliver Salleron, président de la Fédération française du bâtiment (FFB)
  - Natacha Valla, doyenne de l'École du management et de l'innovation de Sciences Po
  - Amaury de Warenghien, directeur finance, stratégie, juridique, Axa France